# Лейк (тауншип, округ Уабаша, Миннесота)
Лейк (англ. Lake) — тауншип в округе Уабаша, Миннесота, США. На 2000 год его население составило 412 человек. На 2017 год население Лейка составило 449 человек.

## География
По данным Бюро переписи населения США площадь тауншипа составляет 77,3 км², из которых 64,9 км² занимает суша, а 12,4 км² — вода (16,02 %).

## Демография
По данным переписи населения 2000 года здесь находились 412 человек, 149 домохозяйств и 116 семей. Плотность населения — 6,4 чел./км². На территории тауншипа расположена 161 постройка со средней плотностью 2,5 построек на один квадратный километр. Расовый состав населения: 99,27 % белых, 0,24 % азиатов и 0,49 % приходится на две или более других рас. Испанцы или латиноамериканцы любой расы составляли 1,46 % от популяции тауншипа.
Из 149 домохозяйств в 36,9 % воспитывались дети до 18 лет, в 69,8 % проживали супружеские пары, в 5,4 % проживали незамужние женщины и в 21,5 % домохозяйств проживали несемейные люди. 15,4 % домохозяйств состояли из одного человека, при том 5,4 % из — одиноких пожилых людей старше 65 лет. Средний размер домохозяйства — 2,77, а семьи — 3,11 человека.
29,4 % населения — младше 18 лет, 4,4 % — в возрасте от 18 до 24 лет, 26,7 % — от 25 до 44, 27,7 % — от 45 до 64, и 11,9 % — старше 65 лет. Средний возраст — 39 лет. На каждые 100 женщин приходилось 97,1 мужчин. На каждые 100 женщин старше 18 приходилось 98,0 мужчин.
Средний годовой доход домохозяйства составлял 54 688 долларов, а средний годовой доход семьи — 54 375 долларов. Средний доход мужчин — 38 056 долларов, в то время как у женщин — 25 268. Доход на душу населения составил 21 327 долларов. За чертой бедности находились 4,5 % семей и 4,2 % всего населения тауншипа, из которых 5,7 % младше 18 и 18,8 % старше 65 лет.